# Liste des députés de la XIIe législature de la Chambre des députés (Tunisie)
La liste des députés de la XIIe législature de la Chambre tunisienne des députés est subdivisée par circonscription électorale :

## Ariana
|  | Nom               | Parti                                      |
|  | ----------------- | ------------------------------------------ |
|  | Kamel Chergui     | Rassemblement constitutionnel démocratique |
|  | Aziza Hatira      | Rassemblement constitutionnel démocratique |
|  | Saïda Agrebi      | Rassemblement constitutionnel démocratique |
|  | Abou Bakr Zakhama | Rassemblement constitutionnel démocratique |
|  | Hala Hafsi        | Rassemblement constitutionnel démocratique |
|  | Essadak Essaafi   | Rassemblement constitutionnel démocratique |
|  | Mongi Akari       | Rassemblement constitutionnel démocratique |
|  | Tarak Chaabouni   | Mouvement Ettajdid                         |
|  | Hassan Litim      | Mouvement des démocrates socialistes       |
|  | Samira Chaouachi  | Parti de l'unité populaire                 |
|  | Mohsen Ouan       | Parti social-libéral                       |
|  | Ahmed Ghandour    | Union démocratique unioniste               |

## Béja
|  | Nom                    | Parti                                      |
|  | ---------------------- | ------------------------------------------ |
|  | Mohamed Hédi Jelassi   | Rassemblement constitutionnel démocratique |
|  | Mohamed Ben Yahia      | Rassemblement constitutionnel démocratique |
|  | Sahbi Soltani          | Rassemblement constitutionnel démocratique |
|  | Mustapha Mansouri      | Rassemblement constitutionnel démocratique |
|  | Mouna Touil Guerouachi | Rassemblement constitutionnel démocratique |
|  | Abdelkrim Khaloui      | Mouvement des démocrates socialistes       |
|  | Khalifa Trabelsi       | Parti social-libéral                       |
|  | Arbi Mgaidi            | Union démocratique unioniste               |

## Ben Arous
|  | Nom                         | Parti                                      |
|  | --------------------------- | ------------------------------------------ |
|  | Naceur El Gharbi            | Rassemblement constitutionnel démocratique |
|  | Abdallah Abab               | Rassemblement constitutionnel démocratique |
|  | Zahra Mhirsi                | Rassemblement constitutionnel démocratique |
|  | Tahar Changuel              | Rassemblement constitutionnel démocratique |
|  | Youssef Ben Agha            | Rassemblement constitutionnel démocratique |
|  | Souad Chergui Ben Ammar     | Rassemblement constitutionnel démocratique |
|  | Hinda Essrarfi Alani        | Rassemblement constitutionnel démocratique |
|  | Abdallah Majid Belhaj Yahia | Rassemblement constitutionnel démocratique |
|  | Aouatef Boughnim            | Rassemblement constitutionnel démocratique |
|  | Mohamed Monji Ketlane       | Mouvement des démocrates socialistes       |
|  | Faten Echarkaoui            | Parti des verts pour le progrès            |

## Bizerte
|  | Nom                  | Parti                                      |
|  | -------------------- | ------------------------------------------ |
|  | Charfeddine Guellouz | Rassemblement constitutionnel démocratique |
|  | Saïd Tahar Lassoued  | Rassemblement constitutionnel démocratique |
|  | Sonia Gabsi          | Rassemblement constitutionnel démocratique |
|  | Kamel Dhaouadi       | Rassemblement constitutionnel démocratique |
|  | Hafedh Sahbani       | Rassemblement constitutionnel démocratique |
|  | Ali Tayachi          | Rassemblement constitutionnel démocratique |
|  | Samira Abdelmoula    | Rassemblement constitutionnel démocratique |
|  | Basma El Attaoui     | Rassemblement constitutionnel démocratique |
|  | Faouzi Jrad          | Parti de l'unité populaire                 |

## Gabès
|  | Nom                           | Parti                                      |
|  | ----------------------------- | ------------------------------------------ |
|  | Tahar Messaoudi               | Rassemblement constitutionnel démocratique |
|  | Raoudha Azaiez Hamrouni       | Rassemblement constitutionnel démocratique |
|  | Abdelmajid Lahmidi El Hafyane | Rassemblement constitutionnel démocratique |
|  | Ezzeddine Smiti               | Rassemblement constitutionnel démocratique |
|  | Saida Buabdallah              | Rassemblement constitutionnel démocratique |
|  | Zouhair Haj Salem             | Parti de l'unité populaire                 |
|  | Jameleddine Ben Yahia         | Parti social-libéral                       |
|  | Khadija Mbazaïa               | Parti des verts pour le progrès            |

## Gafsa
|  | Nom                 | Parti                                      |
|  | ------------------- | ------------------------------------------ |
|  | Abdallah Ben Jannet | Rassemblement constitutionnel démocratique |
|  | Menaouer Khemila    | Rassemblement constitutionnel démocratique |
|  | Jamel Salem         | Rassemblement constitutionnel démocratique |
|  | Abdelhamid Kadri    | Rassemblement constitutionnel démocratique |
|  | Jamila Mabrouki     | Rassemblement constitutionnel démocratique |
|  | Mabrouk Ftima       | Mouvement des démocrates socialistes       |
|  | Boujemâa Yahyaoui   | Parti social-libéral                       |
|  | Brahim Hfaydhia     | Union démocratique unioniste               |

## Jendouba
|  | Nom                  | Parti                                      |
|  | -------------------- | ------------------------------------------ |
|  | Mohamed Mouldi Ayari | Rassemblement constitutionnel démocratique |
|  | Raja Klaï            | Rassemblement constitutionnel démocratique |
|  | Mokhtar Soudani      | Rassemblement constitutionnel démocratique |
|  | Fathia Ghenimi       | Rassemblement constitutionnel démocratique |
|  | Ali Ben Amor         | Rassemblement constitutionnel démocratique |
|  | Hafidh Rahoui        | Rassemblement constitutionnel démocratique |
|  | Mohamed Bouzidi      | Rassemblement constitutionnel démocratique |
|  | Taieb Mohsni         | Mouvement des démocrates socialistes       |
|  | Ramzi Bouslimi       | Parti de l'unité populaire                 |
|  | Abdelwaheb Inoubli   | Union démocratique unioniste               |

## Kairouan
|  | Nom                | Parti                                      |
|  | ------------------ | ------------------------------------------ |
|  | Mohsen Temimi      | Rassemblement constitutionnel démocratique |
|  | Khereddine Dhahbi  | Rassemblement constitutionnel démocratique |
|  | Hamda Kenani       | Rassemblement constitutionnel démocratique |
|  | Mohamed Mehdouani  | Rassemblement constitutionnel démocratique |
|  | Aymen Nagra        | Rassemblement constitutionnel démocratique |
|  | Arem Rayachi       | Rassemblement constitutionnel démocratique |
|  | Najoua Ben Ameur   | Rassemblement constitutionnel démocratique |
|  | Soukeïna Kaâbi     | Rassemblement constitutionnel démocratique |
|  | Hadhami Hajji      | Rassemblement constitutionnel démocratique |
|  | Ali Ben Saïd       | Mouvement des démocrates socialistes       |
|  | Khaled Zemirli     | Parti de l'unité populaire                 |
|  | Abdelwahab Malouch | Union démocratique unioniste               |

## Kasserine
|  | Nom                | Parti                                      |
|  | ------------------ | ------------------------------------------ |
|  | Yahia Aloui        | Rassemblement constitutionnel démocratique |
|  | Monaïm Chaâbani    | Rassemblement constitutionnel démocratique |
|  | Othman Farhi       | Rassemblement constitutionnel démocratique |
|  | Manoubia Ghodhbani | Rassemblement constitutionnel démocratique |
|  | Mabrouk Khachnaoui | Rassemblement constitutionnel démocratique |
|  | Lotfi Mhamedi      | Rassemblement constitutionnel démocratique |
|  | Fatma Zahra Gasmi  | Rassemblement constitutionnel démocratique |

## Kébili
|  | Nom               | Parti                                      |
|  | ----------------- | ------------------------------------------ |
|  | Nasreddine Azzabi | Rassemblement constitutionnel démocratique |
|  | Mokhtar Jelidi    | Rassemblement constitutionnel démocratique |

## Le Kef
|  | Nom                | Parti                                      |
|  | ------------------ | ------------------------------------------ |
|  | Ridha Bouajina     | Rassemblement constitutionnel démocratique |
|  | Kamel Bennani      | Rassemblement constitutionnel démocratique |
|  | Mohieddine Sellami | Rassemblement constitutionnel démocratique |
|  | Salha Zohglami     | Rassemblement constitutionnel démocratique |
|  | Mohsen Khaldi      | Parti social-libéral                       |
|  | Mongi Khammassi    | Parti des verts pour le progrès            |

## Mahdia
|  | Nom                   | Parti                                      |
|  | --------------------- | ------------------------------------------ |
|  | Mohamed Mounir Jebara | Rassemblement constitutionnel démocratique |
|  | Ameur Ben Abdallah    | Rassemblement constitutionnel démocratique |
|  | Dalila Ben Amor       | Rassemblement constitutionnel démocratique |
|  | Mabrouk Layouni       | Rassemblement constitutionnel démocratique |
|  | Habib Azouz           | Rassemblement constitutionnel démocratique |
|  | Emna Méjri Belmabrouk | Rassemblement constitutionnel démocratique |
|  | Zeïneb Ben Zakour     | Mouvement des démocrates socialistes       |
|  | Taoufik Bouhlel       | Parti de l'unité populaire                 |

## La Manouba
|  | Nom                   | Parti                                      |
|  | --------------------- | ------------------------------------------ |
|  | Ali Slama             | Rassemblement constitutionnel démocratique |
|  | Salah Tabarki         | Rassemblement constitutionnel démocratique |
|  | Rim Driouche Chouachi | Rassemblement constitutionnel démocratique |
|  | Mohamed Souayah       | Rassemblement constitutionnel démocratique |
|  | Mustapha Madini       | Rassemblement constitutionnel démocratique |
|  | Zeineb Ben Hasine     | Rassemblement constitutionnel démocratique |
|  | Naoual Hmisi          | Union démocratique unioniste               |
|  | Aïcha Ben Khamasi     | Parti des verts pour le progrès            |

## Médenine
|  | Nom                | Parti                                      |
|  | ------------------ | ------------------------------------------ |
|  | Habiba Massâabi    | Rassemblement constitutionnel démocratique |
|  | Taoufik Essid      | Rassemblement constitutionnel démocratique |
|  | Maha Belhouchet    | Rassemblement constitutionnel démocratique |
|  | Hichem El Bassi    | Rassemblement constitutionnel démocratique |
|  | Mohamed Lotfi Amor | Rassemblement constitutionnel démocratique |
|  | Abdallah Lounissi  | Rassemblement constitutionnel démocratique |
|  | El Kouni Chandoul  | Rassemblement constitutionnel démocratique |
|  | Amor Litaïem       | Mouvement des démocrates socialistes       |

## Monastir
|  | Nom                          | Parti                                      |
|  | ---------------------------- | ------------------------------------------ |
|  | Mohamed Gorsan               | Rassemblement constitutionnel démocratique |
|  | Amor Ben Haj Salah           | Rassemblement constitutionnel démocratique |
|  | Abdelaziz Chebil             | Rassemblement constitutionnel démocratique |
|  | Saïd Youssef                 | Rassemblement constitutionnel démocratique |
|  | Monia Boughammoura Bouzouita | Rassemblement constitutionnel démocratique |
|  | Alya Akkara                  | Rassemblement constitutionnel démocratique |
|  | Othman Ben Othman            | Rassemblement constitutionnel démocratique |
|  | Naceur El Abed               | Rassemblement constitutionnel démocratique |

## Nabeul
|  | Nom                        | Parti                                      |
|  | -------------------------- | ------------------------------------------ |
|  | Essahbi Youssef            | Rassemblement constitutionnel démocratique |
|  | Yafa Boufaed Dahen         | Rassemblement constitutionnel démocratique |
|  | Sihem Tira Ben Ammar       | Rassemblement constitutionnel démocratique |
|  | Ali Karbesli               | Rassemblement constitutionnel démocratique |
|  | Mahmoud Hajri              | Rassemblement constitutionnel démocratique |
|  | Abdelkader Hadad           | Rassemblement constitutionnel démocratique |
|  | Mohamed Trabelsi           | Rassemblement constitutionnel démocratique |
|  | Habib Boujbel              | Rassemblement constitutionnel démocratique |
|  | Tarek Ben Othman           | Rassemblement constitutionnel démocratique |
|  | Afifa Salah Ghanmi         | Rassemblement constitutionnel démocratique |
|  | Noureddine Aribi           | Rassemblement constitutionnel démocratique |
|  | Mohamed Essahbi Bouderbala | Mouvement des démocrates socialistes       |
|  | Fathi Khemiri              | Union démocratique unioniste               |
|  | Taoufik Romdhane           | Parti des verts pour le progrès            |

## Sfax 1
|  | Nom              | Parti                                      |
|  | ---------------- | ------------------------------------------ |
|  | Nabila Kallel    | Rassemblement constitutionnel démocratique |
|  | Naïma Louati     | Rassemblement constitutionnel démocratique |
|  | Mohamed Zaïbi    | Rassemblement constitutionnel démocratique |
|  | Ali Ben Aoun     | Rassemblement constitutionnel démocratique |
|  | Jamel Toumi      | Rassemblement constitutionnel démocratique |
|  | Adel Jarboui     | Rassemblement constitutionnel démocratique |
|  | Mounir Ayadi     | Parti de l'unité populaire                 |
|  | Lotfi Ben Mbarek | Union démocratique unioniste               |

## Sfax 2
|  | Nom                  | Parti                                      |
|  | -------------------- | ------------------------------------------ |
|  | Mohamed Abdelmalek   | Rassemblement constitutionnel démocratique |
|  | Nabil Triki          | Rassemblement constitutionnel démocratique |
|  | Boubaker El Euch     | Rassemblement constitutionnel démocratique |
|  | Amna Ben Mustapha    | Rassemblement constitutionnel démocratique |
|  | Abdellatif Zayani    | Rassemblement constitutionnel démocratique |
|  | Ikram Makni          | Rassemblement constitutionnel démocratique |
|  | Faten El Hefiane     | Rassemblement constitutionnel démocratique |
|  | Abdeljaoued Mghayeth | Rassemblement constitutionnel démocratique |
|  | Mohamed Dolsni       | Mouvement des démocrates socialistes       |

## Sidi Bouzid
|  | Nom             | Parti                                      |
|  | --------------- | ------------------------------------------ |
|  | Lazhar Dhifi    | Rassemblement constitutionnel démocratique |
|  | Abderrazak Dhay | Rassemblement constitutionnel démocratique |
|  | Sonia El Ouni   | Rassemblement constitutionnel démocratique |
|  | Nesrine Saïbi   | Rassemblement constitutionnel démocratique |
|  | Mohamed Alibi   | Rassemblement constitutionnel démocratique |
|  | Touhami Hani    | Rassemblement constitutionnel démocratique |
|  | Moneim Lahmadi  | Mouvement des démocrates socialistes       |
|  | Raoudha Saïbi   | Parti social-libéral                       |

## Siliana
|  | Nom                    | Parti                                      |
|  | ---------------------- | ------------------------------------------ |
|  | Mohamed Jouini         | Rassemblement constitutionnel démocratique |
|  | Mongi Hammami          | Rassemblement constitutionnel démocratique |
|  | Hanène Mastour         | Rassemblement constitutionnel démocratique |
|  | Mohamed Fethi El Aouni | Rassemblement constitutionnel démocratique |
|  | Wassila Ayari          | Parti de l'unité populaire                 |

## Sousse
|  | Nom                       | Parti                                      |
|  | ------------------------- | ------------------------------------------ |
|  | Sahbi Karoui              | Rassemblement constitutionnel démocratique |
|  | Ahmed Saïdi               | Rassemblement constitutionnel démocratique |
|  | Hachemi Ouahchi           | Rassemblement constitutionnel démocratique |
|  | Ridha Bouargoub           | Rassemblement constitutionnel démocratique |
|  | Nassima Ghannouchi Soussi | Rassemblement constitutionnel démocratique |
|  | Samira Bïzig              | Rassemblement constitutionnel démocratique |
|  | Aïda Morjane              | Rassemblement constitutionnel démocratique |
|  | Bouraoui Ben Hassine      | Rassemblement constitutionnel démocratique |
|  | Ali Belhaj Mbarek         | Rassemblement constitutionnel démocratique |
|  | Asmar Souid               | Parti de l'unité populaire                 |
|  | Ramzi Khlifi              | Parti des verts pour le progrès            |

## Tataouine
|  | Nom                   | Parti                                      |
|  | --------------------- | ------------------------------------------ |
|  | Saïd Bouajila         | Rassemblement constitutionnel démocratique |
|  | Mohamed Bechir Derbal | Rassemblement constitutionnel démocratique |
|  | Ridha Ben Hassine     | Mouvement des démocrates socialistes       |

## Tozeur
|  | Nom              | Parti                                      |
|  | ---------------- | ------------------------------------------ |
|  | Ali Hafsi Jeddi  | Rassemblement constitutionnel démocratique |
|  | Chaker Aïssaoui  | Rassemblement constitutionnel démocratique |
|  | Faicel Baghdadi  | Mouvement des démocrates socialistes       |
|  | Abdallah Rouissi | Parti de l'unité populaire                 |

## Tunis 1
|  | Nom                    | Parti                                      |
|  | ---------------------- | ------------------------------------------ |
|  | Fouad Mebazaa          | Rassemblement constitutionnel démocratique |
|  | Hédi Djilani           | Rassemblement constitutionnel démocratique |
|  | Mohamed Habib Thamer   | Rassemblement constitutionnel démocratique |
|  | Masouda Hellali        | Rassemblement constitutionnel démocratique |
|  | Mohamed Dami           | Rassemblement constitutionnel démocratique |
|  | Mohamed Anis Chouchane | Rassemblement constitutionnel démocratique |
|  | Faouzi Loumi           | Rassemblement constitutionnel démocratique |
|  | Radhia Ben Soltane     | Rassemblement constitutionnel démocratique |
|  | Mohamed Raja Litim     | Mouvement des démocrates socialistes       |
|  | Hichem Haji            | Parti de l'unité populaire                 |
|  | Mohamed Anis Ariani    | Parti social-libéral                       |
|  | Mohamed Nizar Kasem    | Union démocratique unioniste               |

## Tunis 2
|  | Nom                     | Parti                                      |
|  | ----------------------- | ------------------------------------------ |
|  | Mohamed Kamel Salhi     | Rassemblement constitutionnel démocratique |
|  | Mohamed Fadhel Moualhi  | Rassemblement constitutionnel démocratique |
|  | Najet Trabelsi          | Rassemblement constitutionnel démocratique |
|  | Houda Bizid Blaiech     | Rassemblement constitutionnel démocratique |
|  | Mohamed Sakhr El Materi | Rassemblement constitutionnel démocratique |
|  | Imène Essid             | Rassemblement constitutionnel démocratique |
|  | Slaheddine Ben Fraj     | Rassemblement constitutionnel démocratique |
|  | Ismaïl Boulahya         | Mouvement des démocrates socialistes       |
|  | Habib Bouchicha         | Parti de l'unité populaire                 |
|  | Arbi Ben Ali            | Parti social-libéral                       |

## Zaghouan
|  | Nom              | Parti                                      |
|  | ---------------- | ------------------------------------------ |
|  | Khaled Ben Taher | Rassemblement constitutionnel démocratique |
|  | Ennaser Chnoufi  | Rassemblement constitutionnel démocratique |
|  | Naïma Kalmami    | Rassemblement constitutionnel démocratique |
|  | Adel Echaouche   | Mouvement Ettajdid                         |
|  | Makram Karkni    | Mouvement des démocrates socialistes       |